# Maestro del San Francesco Bardi
Il Maestro del San Francesco Bardi è il nome convenzionale con il quale si indica un pittore attivo a Firenze alla metà del XIII secolo; il nome deriva dalla tavola dipinta raffigurante San Francesco d'Assisi e venti storie della sua vita, oggi conservata nella Cappella Bardi della Basilica di Santa Croce a Firenze.

## Storia
Oggi si identifica il Maestro del San Francesco Bardi con lo stesso Coppo di Marcovaldo, datando l'opera eponima agli anni '50-'60 del Duecento. La tavola, veneratissima, appartiene infatti fin dalle origini alla chiesa fiorentina di Santa Croce, non alla basilica attuale (la cui costruzione inizia ufficialmente soltanto nel 1295, come ricorda la lapide in fondo alla navata destra), ma all'edificio precedente il cui cantiere prende avvio attorno al 1252, come ci documenta la Bolla di papa Innocenzo IV in cui si concede un'indulgenza di 40 giorni a chi offre elemosine per la fabbrica.
La tavola del San Francesco Bardi costituisce una svolta nella rappresentazione del santo, sia per l'eccezionalità del corredo narrativo (sono presenti ben 20 storie), sia per il nuovo modo di presentare Francesco, non più connotato semplicemente come santo taumaturgo e guaritore (come avviene tipicamente per la promozione di un santo novello), ma come alter Christus, in quanto vive su se stesso la Passione di Cristo attraverso le Stimmate. Inoltre il  protagonista di queste scene non è solo Francesco, ma lui assieme ai compagni, presenti in modo assiduo a sottolineare la coralità dell'ordine francescano che è prima di tutto un movimento di evangelizzazione e predicazione.
Le scene raffigurate, alcune delle quali molto rare, hanno come fonte la Vita Prima di Tommaso da Celano e non la Legenda Maior di Bonaventura da Bagnoregio che viene imposta come la sola biografia ufficiale tra il 1263 e 1266.
Per quanto riguarda la collocazione originale dell'opera, si ipotizza potesse stare sul tramezzo della chiesa che divideva l'ecclesia laicorum, o chiesa dei laici, dalla parte più interna e sacra destinata ai monaci.

## Galleria d'immagini

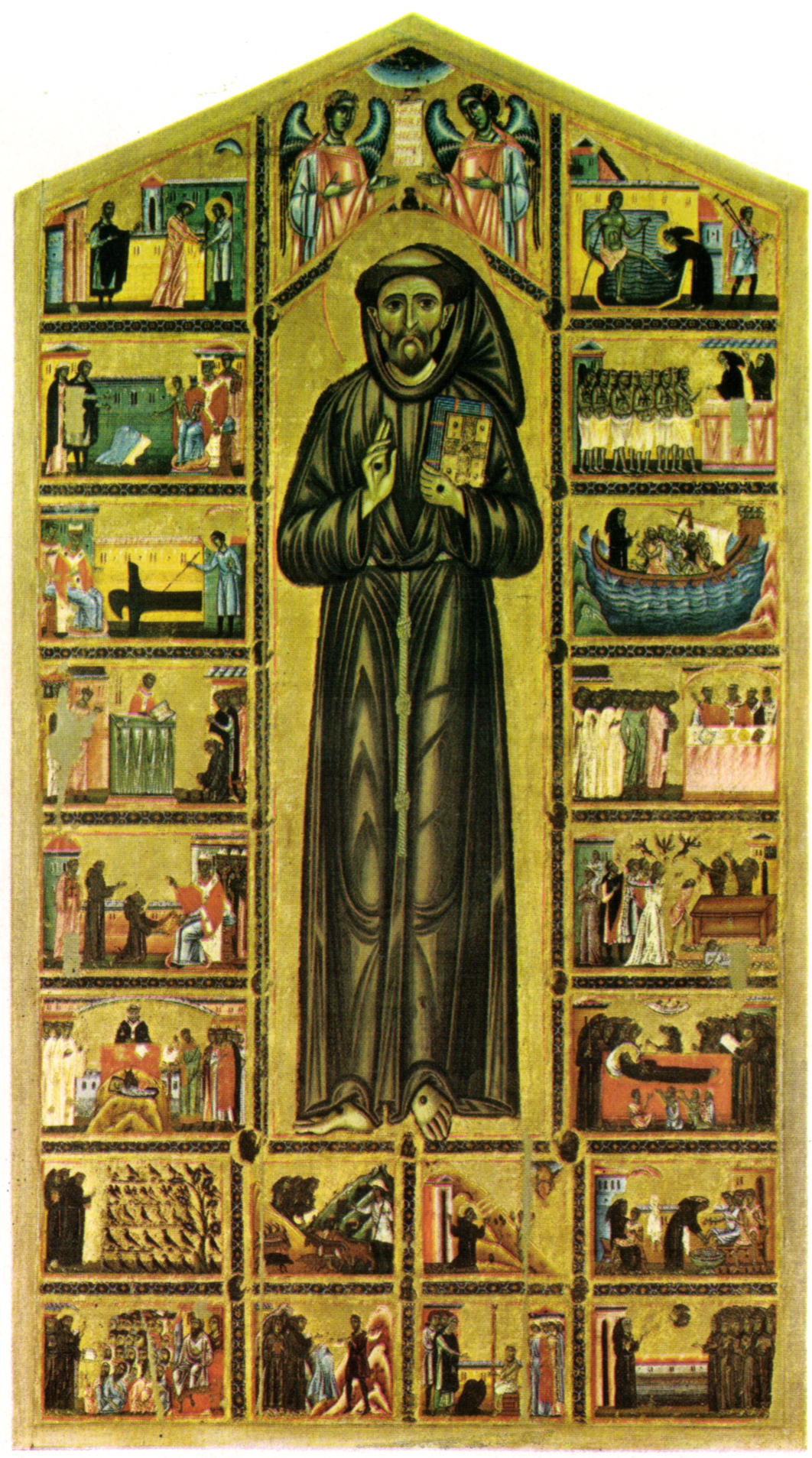
San Francesco e scene della sua vita
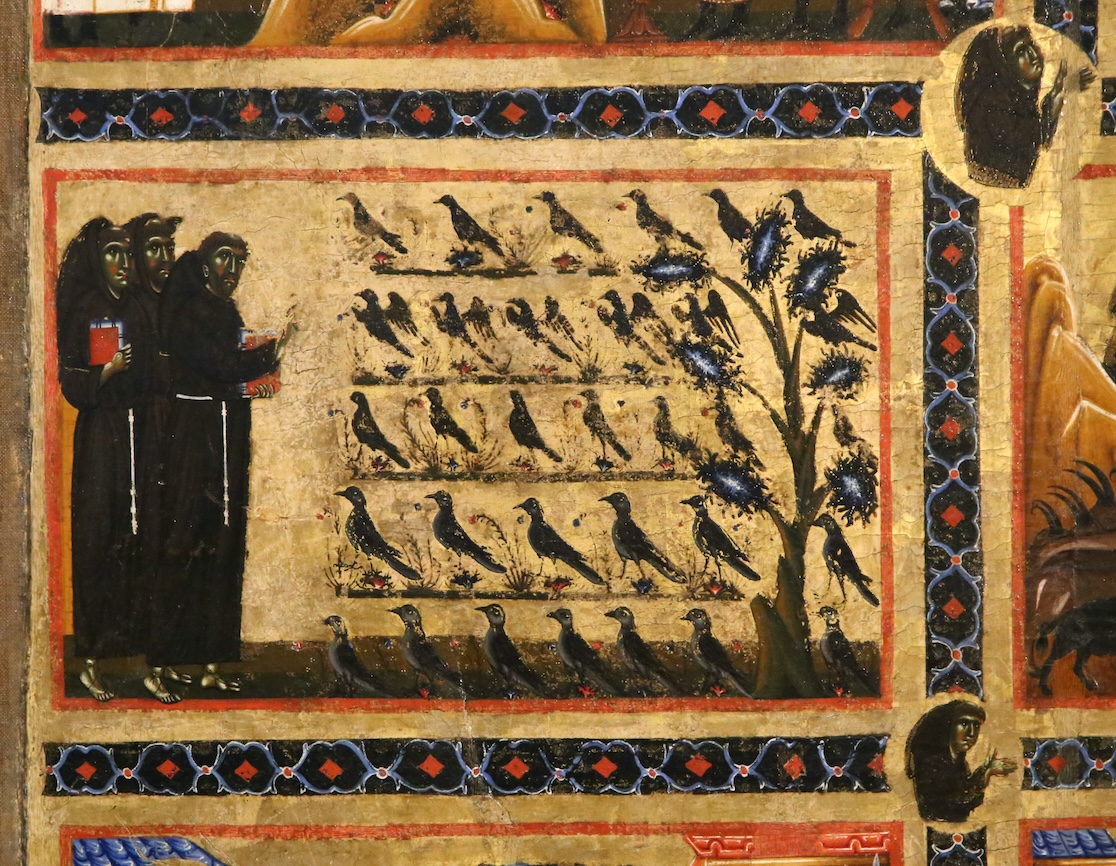
Dettaglio della Predica agli uccelli